# 张资珙
张资珙（1904年—1968年），男，广东梅县人，中国化学家、化学史家、教育家，曾任武汉大学化学系教授。